# Aral-Barbe
Die Aral-Barbe (Luciobarbus brachycephalus) ist eine große Barbenart aus Vorderasien. Sie wird auf Englisch „Caspian Barbel“, auf Russisch „Kaspiiskii Usach“ bzw. „Аральский усач“, „Аралдын ит муруту“ in Kirgisistan, und auf Persisch „Zardak“ bzw. „ماهي سس“ genannt.

## Systematik
Die Aral-Barbe wurde in Vergangenheit der Gattung Barbus zugerechnet, sie wird jetzt der Gattung Luciobarbus zugeschrieben. Folgende Unterarten werden unterschieden:
- Luciobarbus brachycephalus brachycephalus, Kessler, 1872
- Luciobarbus brachycephalus caspius, Berg, 1914

Während die erste Unterart in weiten Teilen Zentralasiens beheimatet ist, beschränkt sich das Vorkommen von L. brachycephalus caspius auf das Einzugsgebiet um das Schwarze Meer.

## Beschreibung
Die Aral-Barbe besitzt vier Bartfäden, die um das unterständige Maul angeordnet sind. Mit ihrer Länge reichen die Barteln bis über den Augenrand hinaus. Charakteristisch sind 67–76 Schuppen, die an der Seitenlinie angeordnet sind.
Luciobarbus brachycephalus besitzt 16 bis 25 Kiemenbögen.
Die Fische werden in der Regel 60 Zentimeter lang, in Ausnahmefällen jedoch bis 90 Zentimeter. Ein in der Wolga gefangenes Exemplar wog 22,5 Kilogramm mit über 120 cm Länge.

## Verbreitung
Man findet die Aral-Barbe in Gewässern Afghanistans, Aserbaidschans, Irans, Kasachstans, Russlands, Türkei, Turkmenistans und Usbekistans. Das Hauptverbreitungsgebiet liegt südlich und westlich des Aralsees, im kasachischen Fluss Tschüi. Während der Laichzeit wandern die Tiere vom Aralsee und vom Kaspischen Meer in die Unterläufe der einmündenden Flüsse wie zum Beispiel in den kaukasischen Terek, den Samur, Kura, oder den unteren Aras. Seltener findet sich die Aral-Barbe in der unteren Wolga, wo sie bis zur Höhe von Wolgograd hochwandert.

## Lebensweise
Aral-Barben leben in Flüssen, Seen, Stauseen und Kanälen. Sie halten sich im Meer in Tiefen bis zu 25 Metern auf, in Flüssen in tiefen Rinnen mit kiesigem oder steinigem Grund. Im Brackwasser an den Unterläufen der Flüsse sind benthisch lebende Krebstiere ihre Hauptnahrung. Während der Laichwanderung nehmen die Aral-Barben keine Nahrung zu sich. Erst nach dem Laichen fressen die Tiere wieder Insekten, Fischbrut oder auch Algen, Samen und anderes pflanzliches Material. Die Laichzeit findet in den Monaten April bis Juni statt. In dieser Jahreszeit steigen die Flüsse in die Unterläufe auf, die sie vom Meer erreichen können. Die Fortpflanzung erfolgt in schnellfließenden Gewässerabschnitten mit hartem Grund in Tiefen von ein bis zwei Metern. Weibchen sind in der Lage bis zu 1,25 Millionen Fischeier abzulegen. Wanderungen werden von den Tieren auch unternommen, um ihre Winterquartiere zu erreichen. Am Syrdarja, Amudarja und Zeravshan findet im Juli eine weitere Massenwanderung statt, die jedoch nach dem Bau von Staudämmen und der zunehmenden Versalzung ihrer Lebensräume stark abgenommen hat.

## Nutzen
Im Einzugsbereich des Kaspischen Meeres und des Aralsees werden die Aral-Barben während ihrer Wanderungen mit Reusen und Netzen gefangen.

### Gefährdungsstatus
In Kasachstan steht die Aral-Barbe auf der Roten Liste der bedrohten Tierarten.
Seit 1976 ist der Aralsee stark geschrumpft und hat zu einer starken Versalzung der Umgebung geführt. Gegenwärtig gibt es Aral-Barben nur noch in einigen Stauzonen am Syrdarja und Amudarja, sowie dem Karakum-Kanal. Über die Individuenzahl gibt es keine genauen Angaben. Man nimmt an, dass die im Kura-Fluss isolidert lebende Population westlich des Kaspischen Meeres stabil ist, und dass die Wanderpopulation zahlenmäßig zurückgeht, da es an geeigneten Laichgebieten fehlt und die Fischwilderei zunahm. Häufig sind Aral-Barben nur noch in den südlichen Zuflüssen des Kaspischen Meeres im Iran und Aserbaidschan. Allgemein hat die Zunahme an Wasserkraftwerken in den 1950er und 1960er Jahren und anderen ökologischen Bedrohungen zu einer kontinuierlichen Abnahme der Population von Luciobarbus brachycephalus im Kaspischen Meer und im Aralsee geführt. Die Abnahme soll in den letzten 30 Jahren −30 % betragen haben, so kommt die Fischart im stark versalzten Aralsee überhaupt nicht mehr vor.